# Bambi 2
Bambi 2 (engelska: Bambi II) är en animerad film från 2006. Filmen är en uppföljare till Disneyfilmen Bambi. Filmen är regisserad av Brian Pimental, som också har utvecklat historien om filmen. Alexander Gould gör Bambis röst i den engelskspråkiga versionen och Axel Karlsson i den svenska dubbningen.

## Handling
Historien om Bambi fortsätter precis efter att hans mamma har dött. Hans pappa, Skogens konung, beslutar sig för att ta hand om Bambi fram till våren, då han tänker adoptera bort honom. Bambis pappa är inte alls van vid barn och är väldigt tystlåten och sträng, och han är väldigt noga med att hans son skall uppföra sig som en prins.
Bambi vill inget annat än att hans pappa skall tycka om honom, och han kämpar för visa att han är modig, som en riktig prins. Hans vänner Stampe och Blomma hjälper honom att komma närmare sin pappa, och till slut börjar deras relation växa och bli starkare. Men vintern tar slut, och Bambi upptäcker den hemska sanningen att hans pappa tänker skicka iväg honom.

## Rollista (i urval)
| Figur           | Engelsk röst                                | Svensk röst                 |
| --------------- | ------------------------------------------- | --------------------------- |
| Bambi           | Alexander Gould                             | Axel Karlsson               |
| Skogens konung  | Patrick Stewart                             | Tomas Pontén                |
| Stampe          | Brendon Baerg                               | Daniel Melén                |
| Blomma          | Nicky Jones                                 | Sam Molavi                  |
| Faline          | Andrea Bowen                                | Nora Nilsson                |
| Ronno           | Anthony Ghannam                             | Benjamin Wahlgren           |
| Uggla           | Keith Ferguson                              | Nils Eklund                 |
| Murmeldjur      | Brian Pimental                              | Ole Ornered                 |
| Piggsvin        | Brian Pimental                              | Rolf Skoglund               |
| Stampes systrar | Makenna Cowgill Emma Rose Lima Ariel Winter | Nadja Veigas Isabel Vingren |
| Mena            | Cree Summer                                 | Sara Lindh                  |
| Bambis mamma    | Carolyn Hennesy                             | Elin Klinga                 |

## Mottagande
Filmen sålde 2,6 miljoner er DVD under sin första vecka i USA. Den vann en Annie Award för Best Home Entertainment Production och nominerades till en Saturn Award för Best DVD Release in 2007. Den hyllades för animeringen, som ansågs vara bland de bästa bland Disneys direkt-till-video-uppföljare. Historien anklagades dock för att vara livlös och simpel.

## Soundtrack
1. There is Life (Alison Krauss) – 2:19
2. First Sign of Spring - (Michelle Lewis) – 3:49
3. Through Your Eyes - (Martina McBride) – 4:07
4. The Healing of a Heart - (Anthony Callea) – 2:43
5. Snow Flakes in the Forest - (Bruce Broughton) – 1:40
6. Bambi's Dream (Broughton) –  1:27
7. Being Brave (Part 1) (Broughton) –  1:22
8. Being Brave (Part 2) (Broughton) – 1:13
9. Bambi and the Great Prince/End Credit Suite (Broughton) – 3:34
10. Sing the Day (Various) – 1:53
11. Main Title (Love is a Song) (Donald Novis) – 2:56
12. Little April Shower (Chorus) – 3:54
13. Let's Sing a Gay Little Spring Song (Chorus) – 1:44